# Серая утка
Се́рая у́тка (лат. Mareca strepera) — широко распространённый вид семейства утиных. Гнездится в степных, лесостепных, отчасти лесных районах Евразии и Северной Америки. Обыватели довольно часто принимают этот вид за самку кряквы, шилохвости и других обычных северных уток, поскольку у самцов отсутствуют яркие, бросающиеся в глаза детали оперения. Между тем селезень в брачном наряде имеет характерные черты, по которым его нетрудно отличить от других видов.

В гнездовой период селится вблизи небольших спокойных водоёмов, где держится на мелководье в тени надводной растительности. После появления на свет потомства перебирается на более крупные водоёмы с пространствами открытой воды. Зимой мигрирует на морские побережья к западу и югу от гнездового ареала. Преимущественно растительноядная утка, объём животных кормов незначителен и присутствует лишь в период размножения. Гнездится один раз в год, в кладке 6—10 яиц.
Серая утка — один из тех видов, на которые хозяйственная деятельность человека оказала благоприятное воздействие. В XIX—XX веках её ареал значительно расширился в северном направлении. Птицы также стали обычными в Западной Европе, где раньше о них известно не было.

## Описание

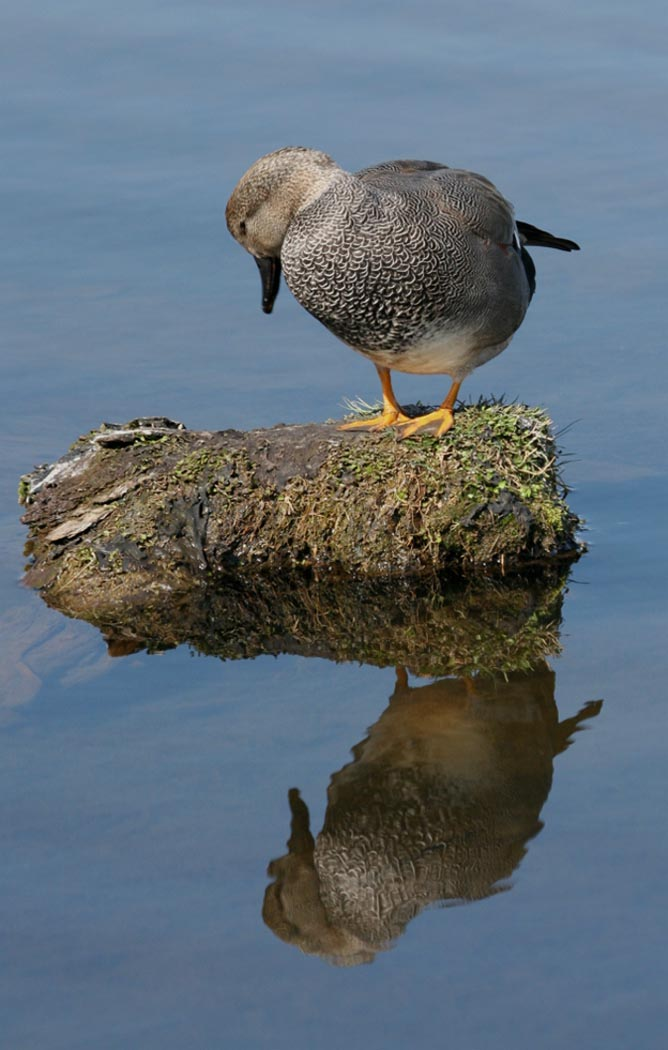
Селезень

### Внешний вид
Утка среднего размера, примерно с шилохвость либо свиязь, но немного мельче кряквы и имеет более изящное телосложение. Общая длина 46—56 см, размах крыльев 84—95 см. Самцы крупнее самок: их вес варьирует в пределах от 600 до 1300 г (в среднем 990 г), в то время тот же показатель у самок 500—1000 г (в среднем 850 г).
Половой диморфизм развит неплохо, однако без красочных деталей оперения селезня, как у других уток. На расстоянии самец в брачном наряде выглядит монотонно-серым, что делает его больше похожим на самку как своего, так и других речных уток. Различия, однако, нетрудно заметить вблизи. Буровато-серое оперение спины дополняют чёрный струйчатый рисунок на передней части груди и боках, удлинённые перья-косицы на плечах, бархатисто-чёрные надхвостье и подхвостье. Передняя часть шеи имеет рыжеватый оттенок, брюхо и задняя часть груди белые. В полёте хорошо заметно белое «зеркало» — пятно по заднему краю крыла, поверх которого развито сочное каштановое поле. Клюв тёмно-серый, ноги жёлтые с тёмными перепонками, радужина бурая.
В ходе послебрачной линьки селезень окраской оперения становится больше похожим на самку. Струйчатый рисунок исчезает, перья спины приобретают буровато-серый окрас со светлыми каёмками, клюв светлеет и приобретает охристо-жёлтый оттенок. От утки селезня можно отличить по чёрному оперению задней части тела, окрасу клюва (у самки он жёлтый с тёмными крапинами), тёмным округлым пятнам на груди и брюхе. Самка в течение всего года светло-коричневая, окраской оперения похожа на самку кряквы. От этой птицы её можно отличить по тёмно-оранжевому окаймлению клюва, меньшим размерам, белому зеркалу и белому брюху. Молодые птицы обоего пола похожи на взрослую самку, но отличаются от неё большим количеством тёмных пестрин на брюхе. Самцы и самки линяют дважды в год и один раз на первом году жизни. Летняя линька полная, осенне-зимняя частичная.

Серых уток иногда называют серками и еще полукряквами: последнее название не совсем справедливо, потому что они не вполовину, а только несколько меньше кряковных. Серые утки не имеют в себе никакой особенности в отличие от других утиных пород, кроме сейчас мною сказанной, то есть что селезень почти ничем не разнится с уткой, и что все утиные породы пестрее, красивее серых уток. Вообще они довольно обыкновенны и попадаются охотнику гораздо чаще, чем шилохвости, хотя во время весеннего прилета я не замечал больших станиц серых уток и еще менее ― во время отлета. В этом обстоятельстве есть какое-то противоречие, которое объяснить довольно трудно. Несмотря на свою некрасивость, или, правильнее сказать, простоту пера, которая никому в глаза не кинется, серые утки, после кряквы и шилохвости, уважаются охотниками более всех остальных утиных пород, потому что довольно крупны, мясисты, бывают очень жирны и редко пахнут рыбой. Многие охотники говорили мне, что есть две породы серых уток, сходных перьями, но различающихся величиною.— Сергей Аксаков, «Записки ружейного охотника Оренбургской губернии»
Серая утка представлена двумя подвидами, из которых в настоящее время сохранился только номинативный. В 1874 году на острове Тераина (группа островов Лайн) в центральной части Тихого океана были добыты два экземпляра птицы, которую большинство орнитологов признало подвидом серой утки Anas strepera couesi. Более поздние исследования не обнаружили на острове никаких других следов этой птицы.

### Голос

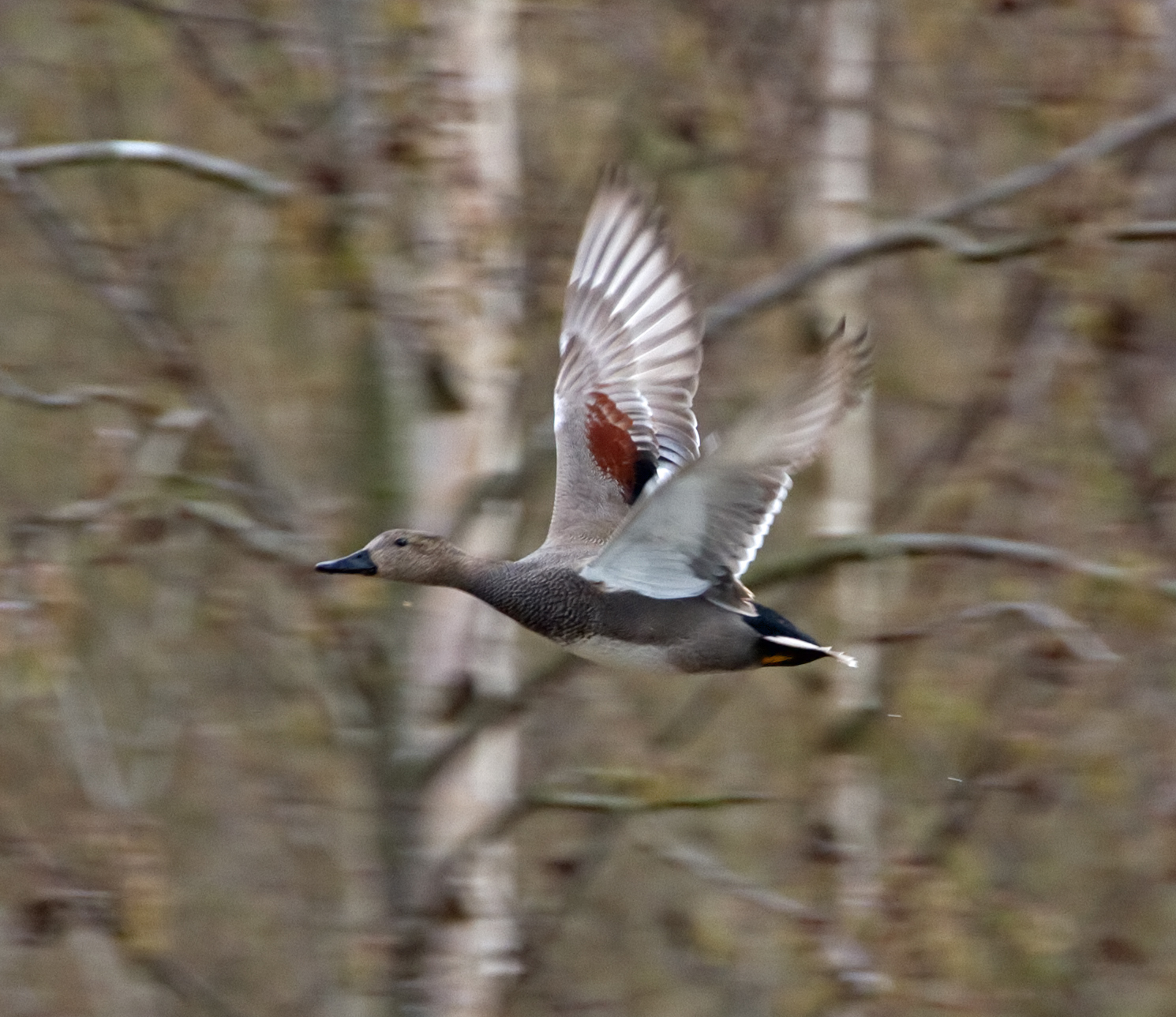
Летящий селезень

Довольно общительная птица, особенно в полёте. Самец издает глубокий низкий крик, напоминающий голос ворона и передаваемый как «крррэ» или «крррэк». Голос самки — частое трескучее кряканье, как у самки кряквы, только несколько более высокое и резкое.

### Питание
Основу питания составляют листья и побеги водных травянистых растений и водоросли, такие как рдест, руппия морская, дистихлис (Distichlis sp.), хара (Chara sp.), взморник морской (Zostera marina), болотница, уруть колосистая, сыть, лахнантес (Lachnanthes), а также разнообразный фитопланктон. Российские орнитологи Г. П. Дементьев и Гладков Н. А. в качестве примера также называют элодею, ряску трёхдольную, валлиснерию, роголистник. Относительно небольшую долю кормов представляют собой семена гречихи, жерухи обыкновенной и некоторых других трав.
Значение животной пищи возрастает лишь в период размножения, да и то не везде (за исключением птенцов). Американские источники выделяют жаброногов и насекомых, среди которых существенную долю составляют личинки хирономид. Птицы также употребляют в пищу моллюсков, ракообразных, головастиков и мальков рыб. Утята кормятся насекомыми. Корм добывает в основном в верхнем слое воды, погрузив в неё голову и шею; реже опрокидывает всю верхнюю часть тела (так называемая поза «поплавка»). Там, где имеется возможность, во второй половине лета кормится на посевах культурных злаков: проса, пшеницы, гречихи, риса, или же пасётся на берегу, выкапывая клубни и луковицы луговых трав.

### Размножение

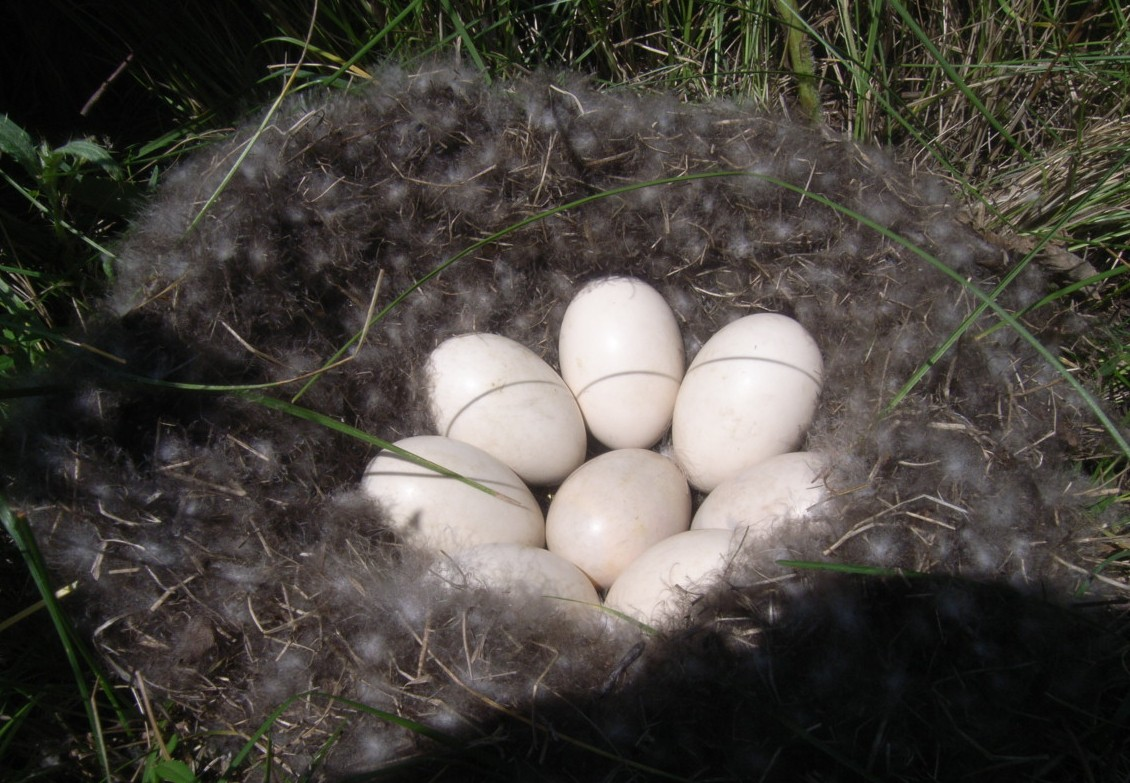
Гнездо. Белые вершины бурого пуха являются определяющим признаком серой утки

Половая зрелость наступает на первом году жизни. Первые признаки токования самцов начинают появляться уже в начале осени задолго до приобретения брачного наряда. Тем не менее, наиболее ярко они проявляются только следующей весной, прежде чем происходит разбивка на пары. Сидящий на воде селезень вытягивает вертикально шею и одновременно подёргивает головой и хвостом вверх-вниз; хвост при этом раскрыт веером, обнажая чёрное подхвостье. Заигрывая с самкой, самец издаёт глубокие низкие звуки, напоминающие крик ворона. Нередки погони нескольких самцов за самкой, во время которых они поочерёдно падают на воду, демонстративно западая одним крылом на бок. К местам гнездовий большинство птиц прилетает уже состоявшимися парами, при этом самки часто выбирают тот же самый водоём, на котором появились на свет сами. Спаривание происходит на воде.
Утка гнездится попарно либо небольшими размытыми колониями; последнее больше характерно для небольших островов. Иногда гнёзда расположены вблизи колоний чаек, крачек, куликов; шумное поведение этих стайных птиц предупреждает уток о приближении хищников. Несмотря на ранее образование пар, птицы приступают к обустройству гнезда лишь спустя несколько недель после прибытия и выбора водоёма. Место для гнезда обычно расположено недалеко от воды, но на сухом месте. Как правило, оно хорошо укрыто сверху и боков кустами или пучком сухой высокой травы, но в отдельных случаях может быть полностью открытым. Изредка утка устраивает гнездо не в непосредственной близости от водоёма, на расстоянии до 2 км до него.
Самка лапами выкапывает ямку глубиной 11—15 см и обильно выкладывает её сухими стебельками травы, а затем выщипанным из груди бурым пухом. Внешне гнездо выглядит более совершенным, чем гнёзда других речных уток. Диаметр законченной постройки 20—30 см, глубина лотка 18—20 см. Полная кладка содержит 6—10 (реже до 12) белых с охристым или желтоватым оттенком яиц, их размер: (49—61) × (35—42) мм. В разгар инкубации, которая продолжается 27—28 дней, селезень оставляет самку и удаляется на сезонную линьку. Едва обсохнув, пуховики также покидают гнездо и следуют за матерью к воде. Выводки держатся на более глубоких, чем обычно, участках водоёма, либо перемещаются на другие просторные озёра и водохранилища. Как такового объединения выводков, характерного для многих других видов, не происходит, однако к семейству могут прибиться отдельные утята из других групп. Самка водит птенцов до двух месяцев, пока те не встанут на крыло.

## Распространение

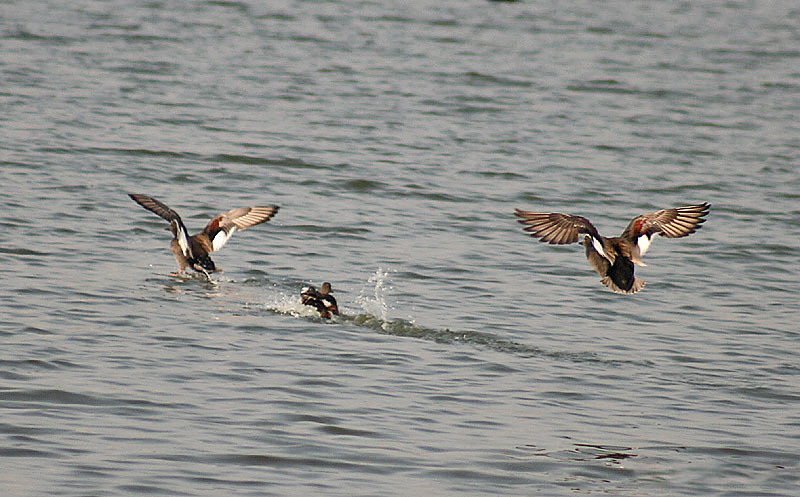
В Калькутте

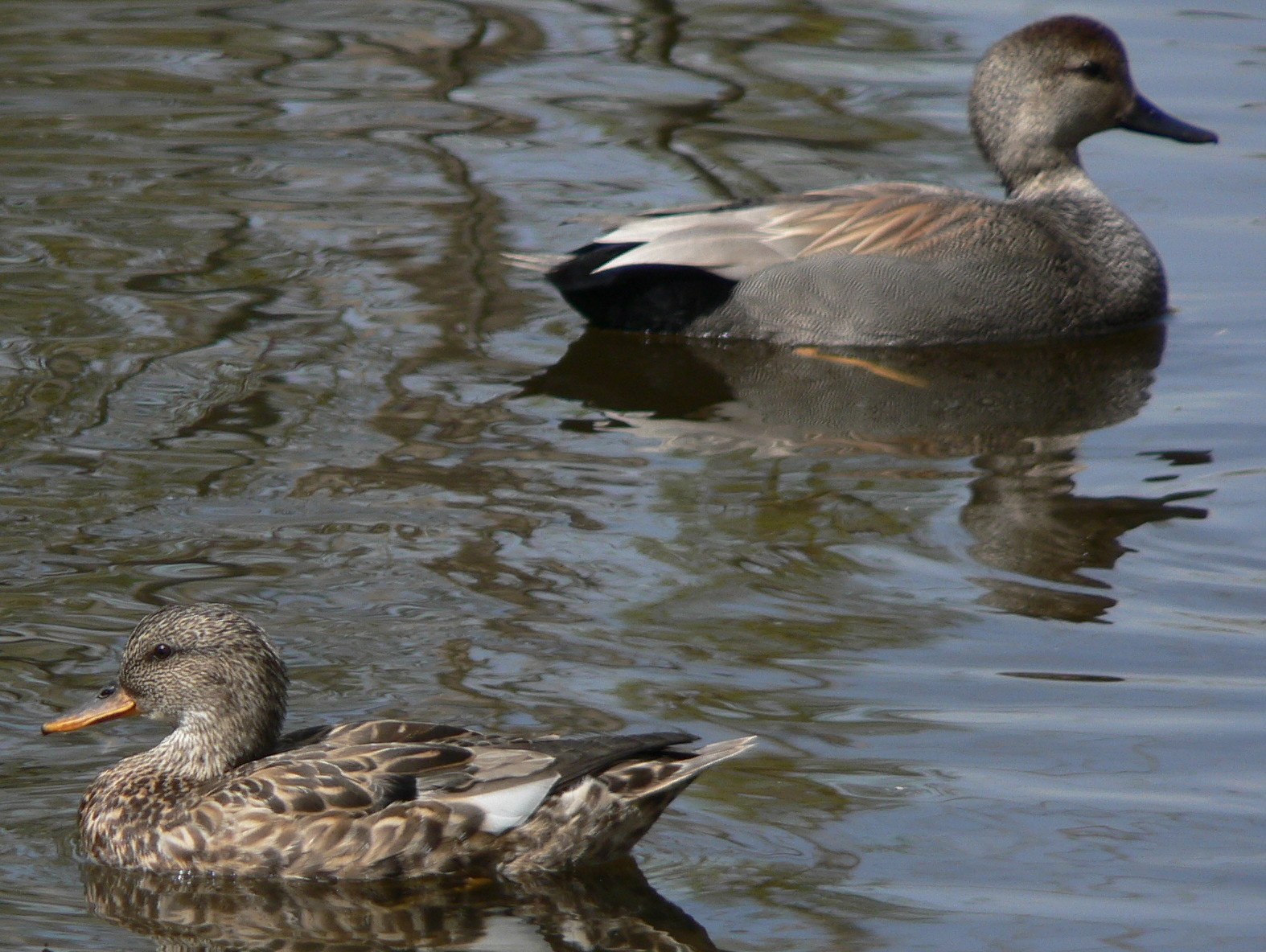
Пара в Сиэтле

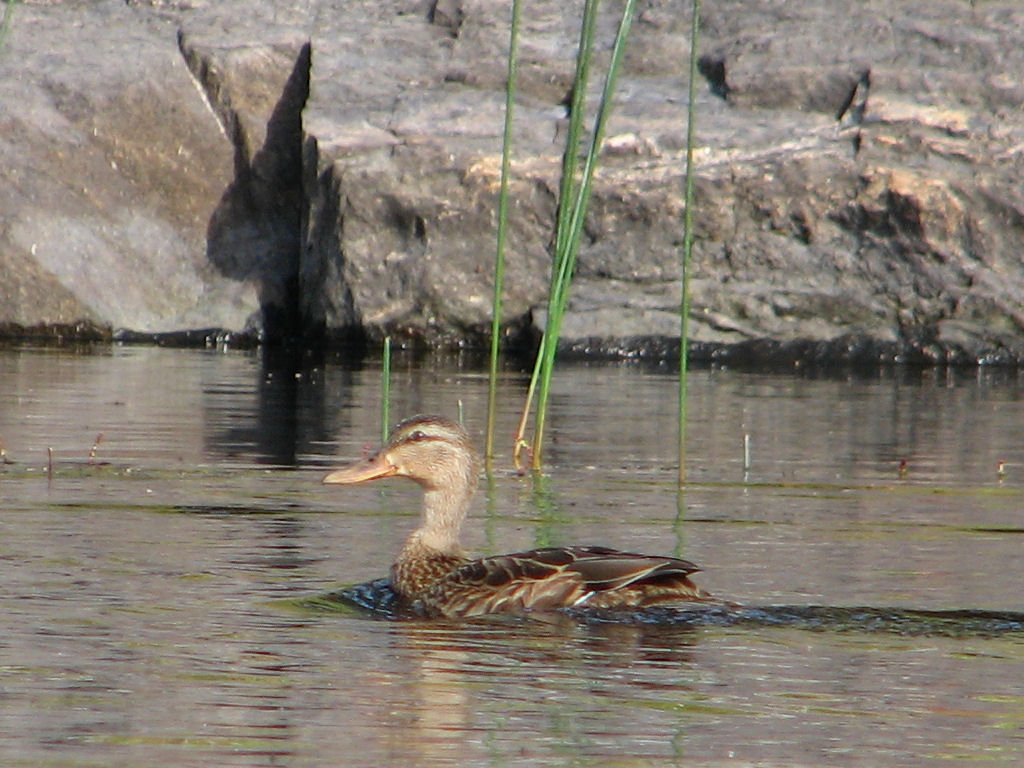
Молодая особь, Онтарио

### Гнездовой ареал
Гнездится в умеренных широтах Евразии и Северной Америки, а также на некоторых островах северной Атлантики: Британских, Исландии, Антикости, Хийумаа, Сааремаа. На американском континенте основная масса гнездовий находится в области между Канадскими Прериями на северо-западе, Калифорнией и Колорадо на юге, Небраской и Висконсином на юго-востоке. В значительно меньшей степени утка гнездится на юге Аляски и южном Юконе, на востоке Канады к северу до пограничных районах Нью-Брансуика и Новой Шотландии, в Новой Англии и вдоль атлантического побережья к югу до Северной Каролины.
В Западной Европе серая утка стала размножаться относительно недавно: первые сообщения о гнёздах появились в Шотландии в 1906 году, во Франции в 1925 году, в Германии (Баварии) в 1930 году, в Ирландии в 1937 году, в Швейцарии в 1959 году. В Исландии утки появились в 1862 году, в Эстонии в 1920-годах. Полагают, что экспансия птицы степных озёр на окультуренные ландшафты севера и запада с его в первую очередь связана с периодами сильной засухи в традиционных районах обитания, которая случалась как раз в эти годы. В настоящее время гнездовой ареал в Европе и Северной Африке представлен множеством мозаичных участков, большая часть из которых сконцентрирована в южной её части. Наиболее крупные скопления отмечены на юге Франции, в Тунисе и Алжире. Другие значимые районы концентрации зарегистрированы в южной Англии, Нидерландах, на озёрах у северных подножий Альп, в Испании, Италии и Греции. В Великобритании большая, если не вся, гнездовая популяция уток состоит из потомков птиц, которых завозили и содержали в декоративных целях в XIX веке.
На долю Европейской части России приходится почти ¾ гнездящихся в Европе серых уток. Основная область распространения этой птицы на территории России охватывает степные и лесостепные районы. Так, наиболее многочисленные линные скопления отмечены в Волго-Ахтубинской пойме (25 тыс.), в Предкавказье (12 тыс.) и Прикаспии (11 тыс.). Проникает она также в южную часть лесной зоны: к северу до Псковского озера, юга Смоленской и Московской областей, низовьев Камы, устья Иртыша. Крупные скопления уток известны в Азербайджане (в частности, в Кызылагачском заповеднике — 21 тыс.) и Иране (окрестности города Ферейдун-Кенар — 21 тыс.). Восточнее Иртыша северная граница ареала по верховьям Оби уходит к югу в сторону северного Байкала, нижнего течения Аргуни и озера Ханка. Немногочисленные популяции утки известны на севере Китая (Синьцзян и Маньчжурия), в Монголии и на Камчатке.

### Места обитания
В гнездовой период населяет открытые водоёмы равнин со стоячей или медленно текучей водой — небольшие озёра, пруды, старицы, зарастающие (но не исчезающие) солонцеватые болотца. Для кормёжки отдаёт предпочтение мелководным участкам с богатой надводной и околоводной травянистой растительностью. Нередко держится возле небольших островов, дающих дополнительную защиту от наземных хищников. При этом, как правило, избегает участки водоёмов, вплотную прилегающие к лесу или густым зарослям кустарника. Выводки держатся на более крупных и глубоких озёрах, в том числе искусственных (водохранилищах). Во время миграций и на зимних стоянках предпочитает заливы, лагуны, заболоченные низменности у морских побережий. Некоторые источники в качестве зимних биотопов также упоминают речные долины и временные разливы.

### Характер пребывания
Частично перелётный вид. Большинство уток, гнездящихся в Прибалтике и западных областях России, зимуют в странах Западной Европы, где они образуют смешанные стаи с утками того же вида, ведущими оседлый образ жизни. В частности, крупные скопления птиц отмечены на морских побережьях Нидерландов, Франции, Великобритании и Ирландии. На Британские острова также слетаются птицы из Исландии.
Утки, которые размножаются в Нижнем Поволжье и Южном Урале, перемещаются большей частью в южном и юго-западном направлении — через дельту Волги (на период линьки) в Иран (южный Каспий), Малую Азию и западное Черноморье. Зимние стоянки птиц, гнездящихся в Барабинской степи и северном Казахстане, расположены в низовьях Инда и Джамму и Кашмире. Сибирские популяции зиму проводят в Китае к югу от устья Хуанхэ.
На западном побережье Америки зимовки находятся в области между южной Аляской и южной Мексикой, на восточном — в Новой Англии и берегах Мексиканского залива. Наиболее крупные скопления птиц известны в дельте реки Бэр в Юте (заказник Bear River Migratory Bird Refuge), в окрестностях города Валентайн (англ. Valentine, Nebraska) в Небраске (заказник Valentine National Wildlife Refuge), на побережьях Южной Каролины и Луизианы.

## Систематика
Согласно сравнительному анализу морфологических характеристик и результатов молекулярных исследований, проведённым специалистами Миннесотского университета, ближайшим родственным видом серой утки является косатка, следом за которой идут остальные свиязи.
Международный союз орнитологов выделяет два подвида:
- Mareca strepera strepera (Linnaeus, 1758) — север и центр Евразии, Северная Америка
- † Mareca strepera couesi (Streets, 1876) — атолл Табитеуэа (Кирибати), вымер во второй половине XIX века